# Microcoelia gilpinae
Microcoelia gilpinae är en orkidéart som först beskrevs av Heinrich Gustav Reichenbach och Spencer Le Marchant Moore, och fick sitt nu gällande namn av Victor Samuel Summerhayes. Microcoelia gilpinae ingår i släktet Microcoelia och familjen orkidéer.
Artens utbredningsområde är Madagaskar. Inga underarter finns listade i Catalogue of Life.